# Łochnica
Łochnica (biał. Лохніца; ros. Лохница, Łochnica; hist. pol. Łoknicka Rudnia, Łoknica; ros. Локницкая Рудня, Łoknickaja Rudnia) – wieś na Białorusi, w obwodzie homelskim, w rejonie lelczyckim, w sielsowiecie Stodolicze, nad Łochnicą i przy granicy z Ukrainą.

## Historia
W XIX i w początkach XX w. położona była w Rosji, w guberni mińskiej, w powiecie mozyrskim, w gminie Lelczyce. Opisywana była wówczas jako wieś odludna, poleska.
Po I wojnie światowej pod administracją polską, w Zarządzie Cywilnym Ziem Wschodnich, w okręgu brzeskim, w powiecie mozyrskim, w gminie Lelczyce.
W wyniku postanowień traktatu ryskiego znalazła się w granicach Związku Sowieckiego. Od 1991 w niepodległej Białorusi.